# Чемпионат России по женской борьбе 2013
Чемпионат России по женской борьбе 2013 года проходил с 8 по 9 июня в Санкт-Петербурге на Зимнем стадионе. Участвовало более 100 спортсменок из 28 регионов.

## Медалисты
| Весовая категория | Золото                                | Серебро                            | Бронза                                                                    |
| ----------------- | ------------------------------------- | ---------------------------------- | ------------------------------------------------------------------------- |
| До 48 кг          | Елена Вострикова Красноярск           | Валерия Чепсаракова Кемерово       | Надежда Фёдорова Чувашия Любовь Кузьмина Москва, Бурятия                  |
| До 51 кг          | Екатерина Краснова Москва, Чувашия    | Марина Вильмова Москва, Бурятия    | Наталья Малышева Хакасия Алёна Адашинская Москва                          |
| До 55 кг          | Валерия Жолобова Московская область   | Ирина Кисель Кемерово              | Мария Гурова Московская область Ирина Ологонова Москва, Бурятия           |
| До 59 кг          | Оксана Нагорных Ленинградская область | Анастасия Вовчук Красноярский край | Юлия Скрылёва Москва Анна Максимова Москва                                |
| До 63 кг          | Анна Половнева Красноярск             | Инна Тражукова Москва, Ульяновск   | Мария Люлькова Московская область Анастасия Братчикова Московская область |
| До 67 кг          | Наталья Куксина Кемерово              | Юлия Пронцевич Красноярский край   | Дарима Санжеева Москва, Бурятия Анастасия Щавлинская Якутия               |
| До 72 кг          | Екатерина Букина Москва               | Татьяна Морозова Москва            | Наталья Воробьёва Санкт-Петербург Виктория Фролова Красноярский край      |